# House of Cards (låt)
"House of Cards" är en låt av det brittiska bandet Radiohead, utgiven på albumet In Rainbows 2007. Den släpptes som singel den 6 april 2008.

## Låtlista
CD-R-promosingel
1. "House of Cards" (radio edit) – 4:35
2. "Bodysnatchers" – 4:01

## Medverkande
- Thom Yorke - sång, gitarr, sångloops
- Colin Greenwood - elbas
- Jonny Greenwood - gitarr, synthesizers
- Ed O'Brien - gitarr, bakgrundssång
- Philip Selway - trummor